# مختبر الجزيئيات
مختبر الجزيئات هو موقع ويب إيطالي للعلوم، متخصص في العلم والتقانة الحيوية والأحياء الجزيئية مع الأخبار والمنتديات والمناسبات. ومع أكثر من 4 ملايين زيارة للصفحة في مايو 2009، تكون مجلة الويب العلمية الإيطالية الأكثر زيارة.

## الغرض
مختبر الجزيئات لديه عدة أهداف:
- تقديم أحدث الأخبار والاكتشافات الهامة في مجالات التقانة الحيوية والطبية والجزيئات
- تطوير بناء المجتمع، مما يتيح فرص اللقاء والتبادل الثقافي بين الباحثين والمعلمين والشركات
- تعميق تقنيات علم الأحياء الجزيئية والتقنيات الخلوية مع قسمٍ تعليمي لطلاب الجامعات، مدعَّم بالرسوم المتحركة التفاعلية والفيديو

## معلومات تاريخية
تأسس الموقع في عام 2001 بنشر مذكرات من منهج درجة علمية. وفي عام 2003، تم إنشاء موقع مختبر الجزيئات Molecularlab.it ثم أضيفت إليه تدريجيًا ميزات جديدة: فعلاوةً على التعليم؛ أضيفت الأخبار اليومية وبعد ذلك المجتمع. وقد كان المنظمة الإخبارية الأولى المتخصصة في العلوم الإيطالية اليومية.
وإحدى مميزات هذا الموقع هي الاستخدام المكثف لتوزيع الأخبار: مواجز مخصصة يتم تحديثها حول عناوين أو فئات مواضيع محددة، وشريط أخبار وتطبيقات مصغرة ليمتد إلى مواقع أخرى، ملف مُفكِّرة الإنترنت للمزامنة مع الأحداث التي يعلن عنها مختبر الجزيئات، وغيرها من الأدوات مثل البرامج المساعدة للبحث في الموقع باستخدام المتصفح. ومنذ يناير من عام 2006 يتشارك مختبر الجزيئات مع شبكة المجتمع العالمية للترويج لاستخدام الحاسوب في البحوث الطبية الحيوية.
وخلال السنوات الأولى؛ كانت التعليقات المرتبطة بالأخبار مجانيةً مما أتاح للمستخدمين فتح مناقشات حول اهتماماتهم. ولكن اعتبارًا من عام 2007، أصبحت التعليقات تحت الإشراف ومقتصرة على الأعضاء المسجلين.
وبعد ذلك، تمت إضافة قسم وسائط متعددة ودليل علوم وقسم للمبتدئين ومسرد للمصطلحات. والقسم الأخير عبارة عن اختبار.
وتعمل الصحيفة، المملوكة الآن لريتشارد فالليني، مع نظام المعلومات الأوروبي كورديس ورابطة المستهلكين Aduc، وتتلقى البيانات الصحفية من المؤسسات البحثية الإيطالية الرئيسية، وتُدير شبكة المدوّنات العلمية الأولى في إيطاليا من خلال بعض الباحثين.

## وصلات خارجية
- MolecularLab, official website (home page)
- Community Site
- Blog Site